# Martine Carton
Martien (Martine) Carton (1 september 1944) is een Nederlandse journaliste en schrijfster van diverse thrillers en romans. Sinds 1985 heet ze Martine Yilmaz-Carton.
Na haar schooltijd en studie werkte ze in de jaren zeventig als journaliste voor diverse weekbladen. Zo schreef ze voor de Viva een aantal artikelen over menselijke relaties. Daarnaast publiceerde ze diverse boeken over maatschappelijke onderwerpen als Het groene boekje voor meisjes (over seksuele voorlichting aan puberende meisjes), en het vervolg voor de moeders: Mijn moeder mag het niet weten. Tussen de bedrijven door schreef ze ook mee aan enige hoorspelen, zoals De dochter van een beroemde vader.
In de periode 1978-1985 schrijft ze aantal thrillers over de journaliste Tonia. Tonia is een voormalige provo (ze heeft volgens de boekjes de rookbom naar de koets met Beatrix en Claus gegooid) maar inmiddels keurig getrouwd en werkzaam bij een feministisch tijdschrift. Regelmatig wordt Tonia geconfronteerd met moorden, waarvan ze de moordenaar probeert te achterhalen. De Tonia-reeks was geen groot succes in Nederland, maar verkocht daarentegen heel goed in Duitsland. Behalve thrillers schreef Carton ook enige kinderboeken zoals Glim en Slim.
In 1985 verhuisde ze naar Turkije om te trouwen en een hotel te leiden. Sinds die tijd heet ze ook Martine Yilmaz-Carton. Onder die naam schreef ze in de jaren negentig een aantal boeken die spelen in Turkije zoals De andere Nuray en Het verhaal van Fatma. Deze boeken hebben een meer serieuze toon dan haar Tonia-reeks.